# Carpilius convexus
Crabe des coraux, crabe rouge du corail, crabe toxique
Espèce
Synonymes
- Cancer convexus Forsskål, 1775
- Cancer adspersus Herbst, 1790
- Cancer petraeus Herbst, 1801

Le crabe rouge des coraux (Carpilius convexus) est une espèce de crabes qui vit dans les océans Indien et Pacifique depuis Hawaï jusqu'à la mer Rouge et l'Afrique du Sud. On le retrouve également en Atlantique, dans le Golfe du Mexique et la mer des Caraïbes.

## Description
C'est un petit crabe (6-8 cm), à la carapace bombée et irrégulièrement maculée de rouge et de crème, dans des proportions variables, avec parfois des taches plus foncées. L'ensemble du corps est lisse, et d'aspect trapu.

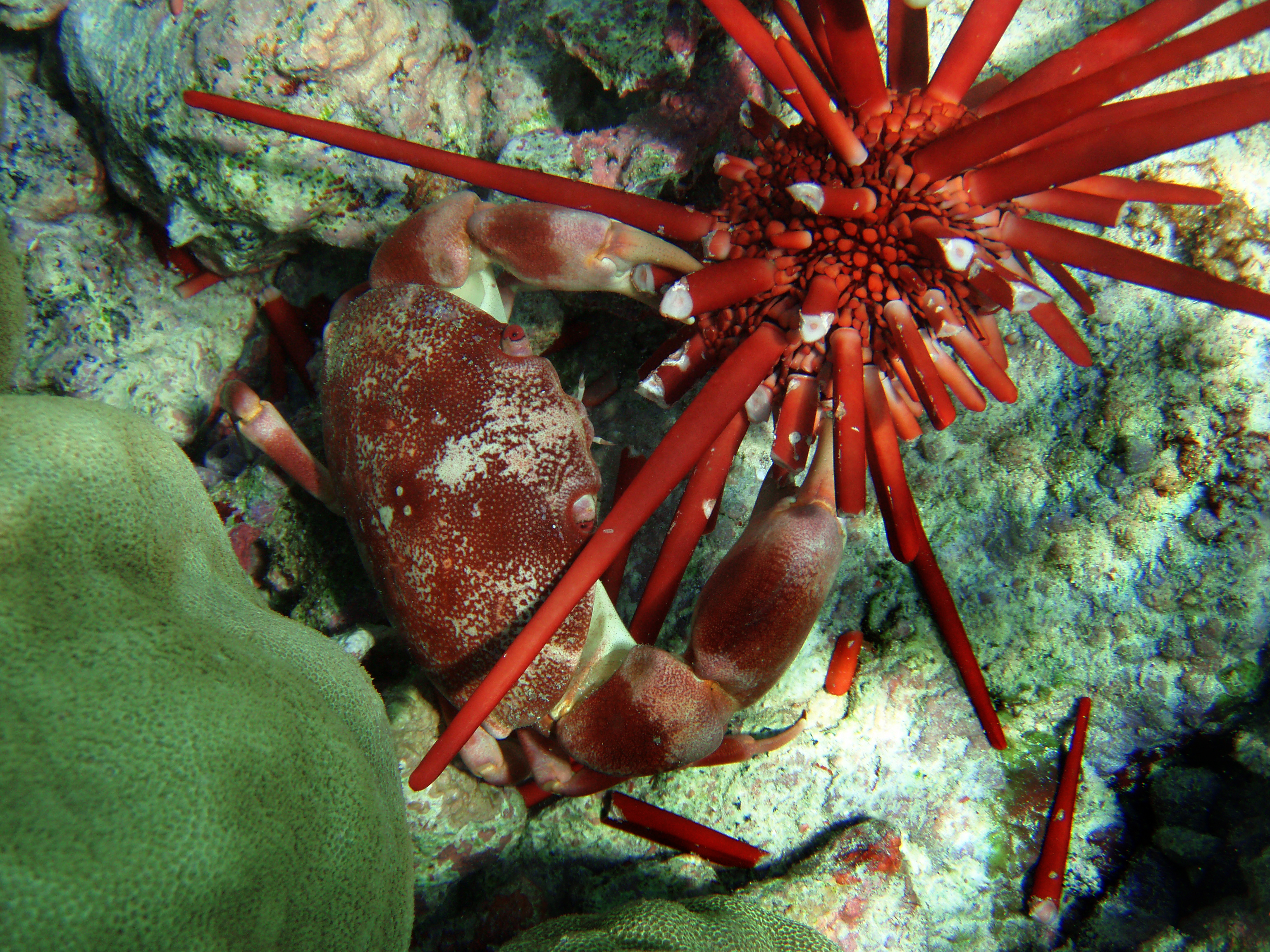
En train de consommer un Heterocentrotus mamillatus à Hawaii.

## Habitat et répartition
Ce crabe est présent de manière irrégulière dans des récifs de corail de tout l'Indo-Pacifique, des côtes est-africaines aux côtes est-américaines (Californie). On le retrouve également en Atlantique, dans le Golfe du Mexique et la mer des Caraïbes. Il est généralement situé entre 2 et 60 m de profondeur.

## Caractéristiques et taxinomie
Il a été décrit pour la première fois par Peter Forsskål en 1775 sous le nom de Cancer convexus, et a parfois été considéré comme une sous-espèce de Carpilius maculatus. La biologie du genre Carpilius est mal connue .